# Сидноны

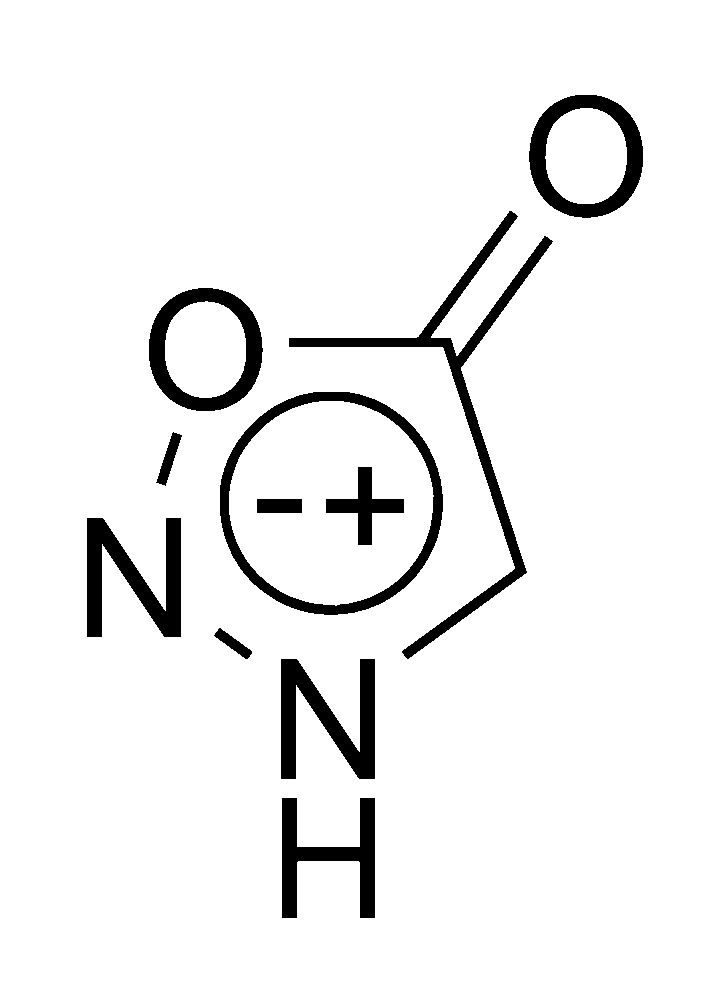
Химическая структура сиднона

Сиднон — мезоионные 1,2,3-оксадиазол-5-оны. Имин сиднона, в котором карбонильная группа сиднона (=O) замещена иминогруппой (=NH), является элементом структуры таких стимулирующих препаратов как фепрозиднин и мезокарб.

## Получение
Впервые сиднон был приготовлен в 1935 году Дж. Эрлом и А. Макни циклодегидрированием N-нитрозо-N-фенилглицина в присутствии уксусного ангидрида.